# Lippstadt

Det medeltida Lippstadt.

Lippstadt är en stad i den tyska delstaten Nordrhein-Westfalen och har cirka 69 000 invånare . Staden ligger vid floden Lippe, cirka 70 kilometer öster om Dortmund, och är centralt belägen mellan storstadsområdena runt Paderborn i öster, Bielefeld i norr och Ruhrområdet i väster.

## Näringsliv
- Hella

## Kända personer
- Martin Niemöller, tysk teolog och nazistmotståndare
- Karl-Heinz Rummenigge, professionell fotbollsspelare
- Michael Rummenigge, professionell fotbollsspelare
- Anton Praetorius, reformert teolog, författare och förkämpe mot häxjakt och tortyr.